# Lifeblood
Lifeblood es el séptimo álbum de estudio de la banda de rock galesa Manic Street Preachers, publicado el 1 de noviembre de 2004. Fueron producidos dos sencillos, "The Love of Richard Nixon" y "Empty Souls". El álbum se ubicó en la posición número 13 en las listas de éxitos británicas

## Lista de canciones
Todas las letras escritas por Nicky Wire, toda la música compuesta por James Dean Bradfield y Sean Moore, con letras adicionales de Patrick Jones en "Fragments". 
| N.º | Título                      | Duración |  |
| 1.  | «1985»                      | 4:08     |  |
| 2.  | «The Love of Richard Nixon» | 3:38     |  |
| 3.  | «Empty Souls»               | 4:05     |  |
| 4.  | «A Song for Departure»      | 4:20     |  |
| 5.  | «I Live to Fall Asleep»     | 3:57     |  |
| 6.  | «To Repel Ghosts»           | 3:58     |  |
| 7.  | «Emily»                     | 3:34     |  |
| 8.  | «Glasnost»                  | 3:14     |  |
| 9.  | «Always/Never»              | 3:42     |  |
| 10. | «Solitude Sometimes Is»     | 3:21     |  |
| 11. | «Fragments»                 | 4:02     |  |
| 12. | «Cardiff Afterlife»         | 3:27     |  |

## Créditos
- James Dean Bradfield – voz, guitarras
- Sean Moore – batería
- Nicky Wire – bajo, voz